# Edgars Krūmiņš
Edgars Krūmiņš (Jelgava, 16 oktober 1985) is een Lets basketballer.

## Carrière
Krūmiņš speelde tot in 2016 professioneel basketbal in eigenland voor BK Jelgava, BK Valmiera en BC Valga-Valka, een club die in zowel Estland als Letland speelt. Hij begon in 2011 met 3x3-basketbal maar pas in 2016 werd hij er prof in. Hij maakte deel uit van verschillende teams waaronder Ghetto Family Riga, Armet, (Riga) Ghetto Basket, Team Riga en Ķekava. Voornamelijk met Team Riga maakte hij deel uit van de World Tour.
In 2017 werd hij Europees kampioen in het 3x3-basketbal en het jaar erop wonnen ze zilver. In 2019 wonnen hij een zilveren medaille op het wereldkampioenschap. In 2021 werd hij met de Letse ploeg Olympisch kampioen nadat ze de Russische ploeg versloegen in de finale.

## Erelijst

### Olympische Spelen
- 2021:  Tokio

### Wereldkampioenschap
- 2019:  Nederland

### Europees kampioenschap
- 2017:  Nederland
- 2018:  Roemenië

### World Tour
- 2017:  WT Chengdu
- 2018:  WT Lausanne
- 2018:  WT Debrecen
- 2018:  WT Hyderabad
- 2018:  WT Chengdu
- 2018:  WT Bloomage Beijing Finale
- 2019:  WT Chengdu
- 2019:  WT Praag
- 2019:  WT Debrecen
- 2019:  WT Jeddah
- 2019:  WT Utsunomiya Finale
- 2020:  WT Debrecen
- 2020:  WT Hongarije
- 2020:  WT Doha
- 2020:  WT Jeddah Finale
- 2021:  WT Abu Dhabi
- 2021:  WT Mexico-Stad
- 2022:  WT Montreal
- 2022:  WT Cebu
- 2022:  WT Riyadh

2020: Agnis Čavars & Edgars Krūmiņš & Kārlis Lasmanis & Nauris Miezis ·
2024: Jan Driessen & Dimeo van der Horst &  Arvin Slagter & Worthy de Jong